# Pseudoarheologie
Pseudo-arheologia este considerată o deviație științifică a arheologiei.

## Date generale
Prin termenul de pseudo-arheologie se înțelege în general respingerea unor teorii științifice consacrate cum ar fi evoluționismul și susținerea unor teorii religioase sau mistice cum ar fi creaționismul sau implicarea unor civilizații extraterestre în evoluția civilizației umane.
În manifestările naționaliste pseudo-arheologii utilizează date furnizate de cercetarea arheologică ca argumente în a demonstra superioritatea rasială, etnică sau culturala a unei regiuni, țări sau popor.
La nivel mondial cei mai cunoscuți pseudo-arheologi sunt Erich von Däniken și Graham Hancock.

## Pseudo-arheologia în România
Apariția acestor deviații științifice în România este legată de discursul politic și în mod special de manifestații ale naționalismului românesc. Primele manifestări pseudo-arheologice au fost legate de fenomenul de etnogeneză românesc si s-a remarcat prin susținerea purității etnice a românilor, ca urmași direcți ai civilizației romane. Manifestări de acest gen se regăsesc până în prezent în studiul etnogenezei românești prin accentuarea latinității și continuității românești la nordul Dunării și analiza strict etnică a materialelor arheologice.
Alte exemple de acest gen sunt legate de civilizația dacică prin accentuarea elementelor mistice din religia sau cultura materială dacică: calendare solare, rolul dacilor în dezvoltarea civilizației, muntele sfânt, plantele medicinale sau pentru epoci mai vechi prin exagerarea interpretărilor unor materiale arheologice ca de exemplu Tăblițele de la Tărtăria.